# Estêvão Cacella
Estêvão Cacella (Avis, 1585-Shigatse, en el Tíbet, 6 de marzo de 1630) fue un sacerdote jesuita portugués, misionero en el Lejano Oriente y cofundador con Joao Cabral de la misión de Shigatse en el Tíbet central, siendo los primeros europeos que entraron en Bután. Cacella también sería el primero que viajó a través del Himalaya en invierno para llegar al Tíbet.

## Biografía

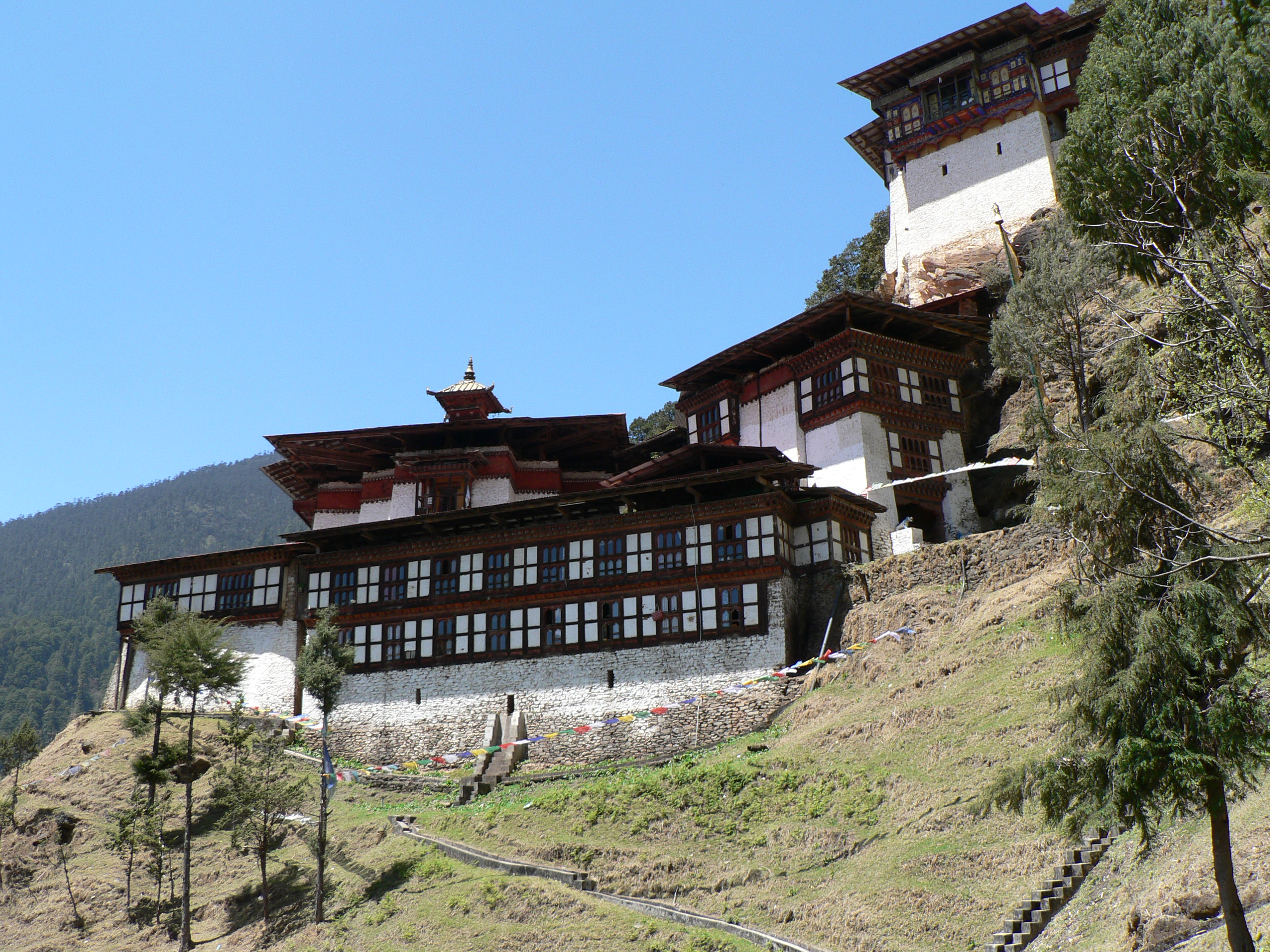
El monasterio Cheri en Timbu (Bután), donde Cacella escribió su relato.

Estêvão Cacella ingresó en la Compañía de Jesus en 1604, a los diecinueve años. En 1614 se embarcó hacia las Indias orientales, donde ofició algunos años en Kerala. Los jesuitas habían fundado ya una misión en Tsaparang, y siguiendo los prometedores informes de António de Andrade —que el año anterior, 1625, había establecido una misión permanente en Tsaparang—, los padres Cacella y João Cabral, otro joven sacerdote jesuita, fueron enviados al Tíbet central. En 1626 viajaron desde Cochín, en la costa de Malabar, a Hooghly (Bengala), sede de una factoría portuguesa en la desembocadura del Ganges, donde pasaron seis meses preparando un viaje que les llevaría a Bután.
Saliendo de Hooghly en Bengala el 2 de agosto de 1626, remontaron el Ganges y pasaron por Daca), Hazo (Assam), Biar (Cooch-Bihar). El 21 de febrero de 1627 ingresaron en Bután, siendo los primeros europeos en visitar este reino, y llegaron a la capital Paro el 25 de marzo. Cacella y Cabral se encontraron a Shabdrung Ngawang Namgyal, unificador de Bután. fueron muy bien recibidos se quedan allí hasta octubre y al final de una estancia de casi ocho meses en el país, el padre Cacella escribió una larga carta desde el monasterio de Chagri a su superior en Cochim. Era un informe, A Relação [Una Relación], relatando el progreso de sus viajes. Este es el único relato de Shabdrung que se conserva, y en que es descrito como un líder inteligente y amable que les autorizaba a crear misiones cristianas en el país, lo que no se concretó pues iban camino a Tíbet en la búsqueda de una iglesia apóstata aislada de Asia (probablemente remanentes del nestorianismo). En el relato se describía por vez primera a los europeos un lugar ficticio llamado Shambala (término en sánscrito indicando 'paz / tranquilidad / felicidad'). De acuerdo con el budismo tibetano, sería un país ideal situado al norte o al oeste de los montes Himalayas: en el siglo XX el mito inspiró a James Hilton a escribir la novela Horizonte perdido (1933), con su Shangri-La.
Después de varios meses, en noviembre, volvieron a tomar el camino de las montañas y en noviembre de 1627 Cacella llegó a Shigatse, capital de un pequeño reino de tibetano oriental, y Cabral le siguió el 20 de enero de 1628. Shigatse, cerca del río Brahmaputra, era la residencia del panchen lama y del gran monasterio tibetano de Tashilhunpo. Fueron recibidos por el rey Karma Tenkyong (1606-1642), el gobernador del Tsang (región histórica del Tíbet), y luego fundaron una misión. Aunque los jesuitas fueron bien recibidos y se formaron grandes esperanzas en el éxito de la misión en Shigatse, sólo duró pocos años. Cabral se apresuró a regresar a Hooghly para hacer un informe alentador de su viaje exploratorio. Al regresar a Shigatse en 1631, supo que su compañero Cacella había muerto el año anterior (marzo de 1630) debido a su precaria salud. Sin embargo, conservaba algo de esperanza, especialmente desde que a través de los monjes peregrinos pudo comunicarse con los padres de la misión de Tsaparang. Un año después, al enterarse de los reveses de la misión de Tsaprang, en una carta a los provinciales de Goa y Cochin (la provincia jesuita de Malabar, de la cual dependía la residencia de Hooghly en Bengala) se declaraba contrario a la continuación del trabajo misionero debido a las dificultades políticas y económicas de Tsaparang. Cabral fue llamado a la India y abandonó el Tíbet en junio de 1632. En 1635, las misiones de Shigatse y de Tsaparang fueron abandonadas.